# Älggårdstjärnen
Älggårdstjärnen är en sjö i Strömsunds kommun i Ångermanland och ingår i Ångermanälvens huvudavrinningsområde. Sjön har en area på 0,0586 kvadratkilometer och ligger 375 meter över havet.

## Delavrinningsområde
Älggårdstjärnen ingår i det delavrinningsområde (706658-152963) som SMHI kallar för Ovan VDRID = Vängelälven i Fjällsjöälvens vattend*. Medelhöjden är 252 meter över havet och ytan är 20,15 kvadratkilometer. Räknas de 881 avrinningsområdena uppströms in blir den ackumulerade arean 7 577,72 kvadratkilometer. Fjällsjöälven (Sannarån) som avvattnar avrinningsområdet har biflödesordning 2, vilket innebär att vattnet flödar genom totalt 2 vattendrag innan det når havet efter 125 kilometer. Avrinningsområdet består mestadels av skog (73 procent). Avrinningsområdet har 1,31 kvadratkilometer vattenytor vilket ger det en sjöprocent på 6,5 procent.